# Аризонска джобна мишка
Аризонската джобна мишка (Perognathus amplus) е вид бозайник от семейство Торбести скокливци (Heteromyidae).

## Разпространение
Видът е разпространен в Мексико (Сонора) и САЩ (Аризона).